# Puerta Sanqualis

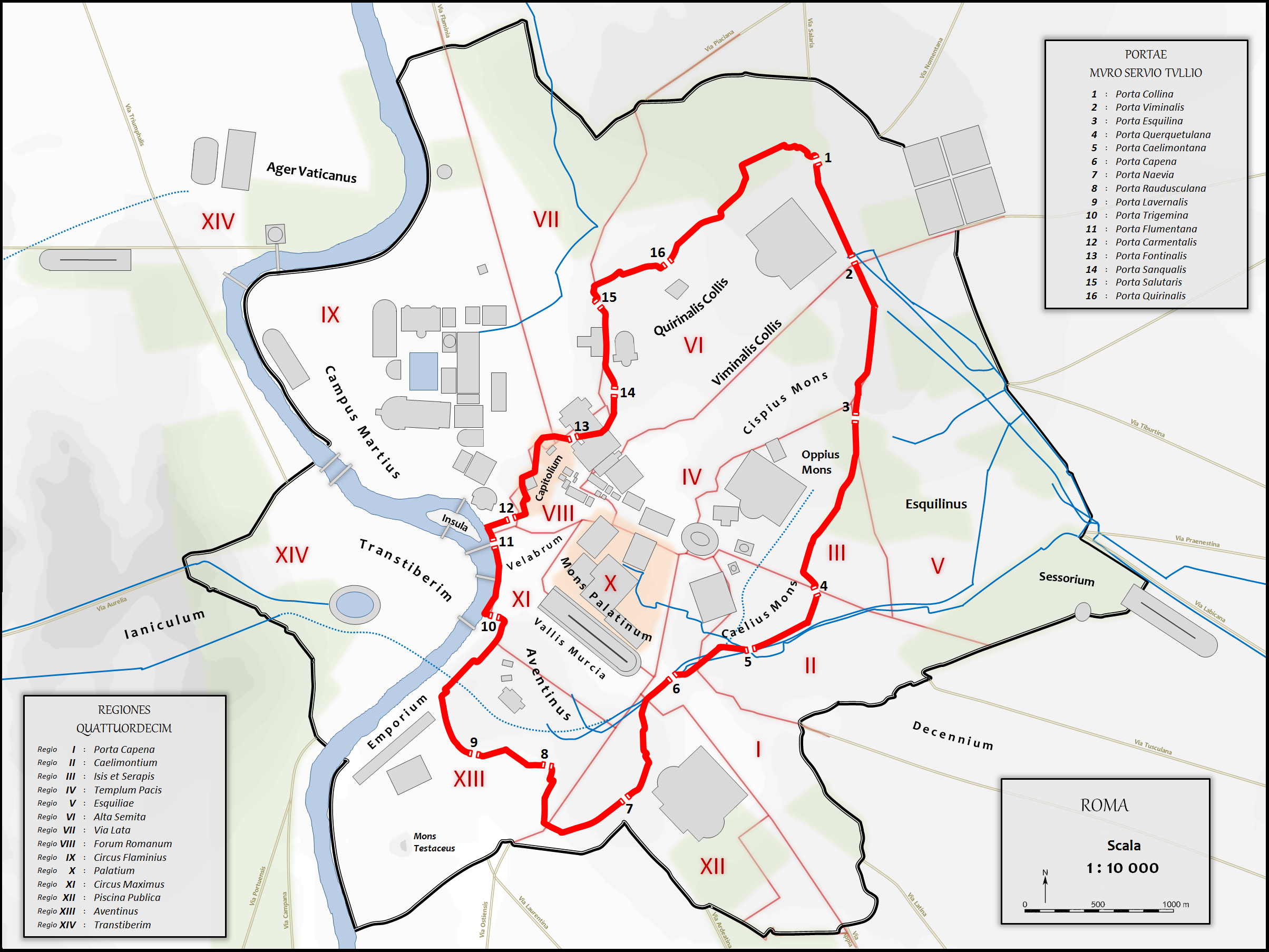
Trazado de la muralla serviana (en rojo) y ubicación de la puerta Sanqualis en el número 14.

La puerta Sanqualis (en latín: Porta Sanqualis) es una de las puertas de las murallas servianas, situada entre la puerta Fontinalis y la puerta Salutaris en Roma.

## Ubicación
La puerta Sanqualis fue la primera abertura, en orden cronológico, del lado occidental de la colina del Quirinal, en el Collis Mucialis, al sur del santuario de Semo Sanco Didio Fidio (o de Semo Sanco), divinidad originalmente importada por los sabinos, que habitaban la colina antes de la fusión con los elementos latinos asentados en el Palatino. De ahí toma su nombre, Está cerca de la actual piazza Magnanapoli. De hecho, estaba situada en la menos escarpada de las tres depresiones del alto acantilado, en la que era posible abrir puertas que permitieran el acceso a la ciudad desde ese lado. 

## Historia
Su posición puede identificarse casi con toda seguridad con los restos de la muralla que aún son visibles en el parterre central del largo Magnanapoli, al final de la via Nazionale. Consta únicamente de tres hileras de bloques de toba, que indican que tiene planta alargada e incluye un pequeño patio interior.
El tramo de la muralla serviana que continuaba hacia el norte desde la Sanqualis hacia la cercana puerta Salutaris debía de estar protegida por la muralla, al contrario que el tramo siguiente, tan empinado y escarpado que no necesitaba ninguna protección, salvo, probablemente, un simple parapeto.
Un poco más allá de la puerta, a lo largo del trazado presumible de las murallas, se encontró un arco de toba (hoy incorporado al vestíbulo del cercano palacio Antonelli, en el 158 de la plaza), similar al visible cerca de la puerta Raudusculana. De nuevo, teniendo en cuenta la altura del arco con respecto al nivel original del suelo sobre el que se construyó, es probable que debiera tratarse de una especie de puesto de artillería para lanzar armas del tipo catapulta o ballesta. De hecho, la zona estaba expuesta hacia el Campo Marzio, que, aunque integrado en el entorno inmediato de Roma, se encontraba extramuros. Las técnicas de construcción utilizadas para la disposición del arco parecen remontarse a una restauración llevada a cabo en el año 87 a. C., pero dado que la ciudad ya era bastante extensa hacia el Campo Marzio en aquella época, la construcción original data probablemente de un periodo anterior.